# 화성 용주사 지장전 목조지장보살좌상과 시왕상 일괄
화성 용주사 지장전목조지장보살좌상과 시왕상 일괄(華城 龍珠寺 地藏殿木造地藏菩薩坐像과 十王像 一括)은 경기도 화성시 용주사에 있는, 조선시대의 불상과 불화이다. 2009년 5월 21일 대한민국의 경기도 유형문화재 제223호로 지정되었다.

## 개요
지장전에 봉안된 이 목조각상 일괄은 원래 1894년 만의사(萬儀寺) 지장전이 낡고 무너져서 이 곳용주사로 이안(移安)해 온 상들로서 이 중 목동자상 10구는 현재 용주사 효행박물관 전시실과 수장고에 나뉘어 소장되어 있다. 조선후기 목조각상의 아름다움을 잘 드러낸 작품들로서 명부세계의 존상 일괄을 잘 보존하고 있는 상들로서 의의가 있다. 총 31구는 지장삼존상3구, 시왕상10구, 귀왕상2구, 판관상2구, 사자상2구, 녹사상2구, 동자상10구이며 동자상을 제외한 나머지 21상은 지장전에 동자상은 용주사효행박물관에 있다

## 문화재 지정사유
지장보살좌상과 시왕상은 제작연대와 제작자 등을 추정할 수 있고 보존상태가 양호하다. 조선후기 불교조각사 연구의 기준작이 되는 작품이다.

## 참고 자료
- 화성 용주사 지장전 목조지장보살좌상과 시왕상 일괄 - 국가유산청 국가유산포털